# آرین تی‌وی
آرین تی‌وی (Aryen TV) یک شبکه تلویزیونی است که برنامه‌های خود را از کشور سوئد پخش می‌کند. این شبکه از روز ۳ ژوئیه ۲۰۱۷ (۱۲ تیر ۱۳۹۶) پخش برنامه‌های خود را در دو ماهوارهٔ هاتبرد و نایل‌ست به زبان‌های کردی، لری و فارسی آغاز کرده‌است.

## فرکانس
آریَن تی‌وی برنامه‌های خود را در دو ماهوارهٔ هاتبرد و نایل‌ست بر روی فرکانس‌های زیر پخش می‌کند:
- در ماهواره هاتبرد: ۱۱۳۷۳/ ۲۷۵۰۰- پولاریزاسیون افقی- اف‌ای‌سی؛ سه چهارم
- در ماهواره نیلسات: ۱۱۳۵۴/ ۲۷۵۰۰- پولاریزاسیون عمودی- اف‌ای‌سی: سه چهارم[۱]

## زبان برنامه‌ها
آرین تی‌وی برنامه‌های خود را به زبان‌های کردی کلهری، کرمانجی، سورانی، هورامی و لکی، لری و نیز زبان فارسی پخش می‌کند.

## فشار دولت سوئد
دولت سوئد برای ممانعت از فعالیت تلویزیون آرین فشارهایی به کارکنان و گردانندگان این شبکه وارد آورده‌است. در ۷ نوامبر ۲۰۱۷ پلیس سوئد به دفتر و استودیوهای تلویزیون آرین حمله کرد و ضمن تفتیش ساختمان و استودیوها، مانع از ورود کارکنان شبکۀ آرین به ساختمان این تلویزیون شد.